# Особа године
„Особа године“ (енгл. Person of the Year) је једногодишње издавање америчког часописа Тајм који одабира профил мушкарца, жене, пара, групе, идеје, места или машине који су „добро или лоше имали највише утицаја у претходној години“.

## Историја
Традиција бирања особе године је почела 1927. када су уредници часописа Тајм размишљали о томе шта би могли да раде у веома слабој недељи по вестима.
Од 1927. године сваки председник Сједињених Америчких Држава је био изабран као особа године изузимајући Калвина Кулиџа, Херберта Хувера и Џералда Форда.
31. децембра 1999. године Тајм је изабрао Алберта Ајншајна као особу века, као и пратиоце Френклина Делано Рузвелта и Махатму Гандија.

## Особе године
- 1927: Чарлс Линдберг (1902–1974) (прва изабрана особа)
- 1928: Валтер Крајслер (1875–1940)
- 1929: Овен Јонг (1874–1962)
- 1930: Махатма Ганди (1869–1948)
- 1931: Пјер Лавал (1883–1945)
- 1932: Френклин Делано Рузвелт (1882–1945)
- 1933: Хју Самјуел Џонсон (1882–1942)
- 1934: Френклин Делано Рузвелт (1882–1945) (други пут)
- 1935: Хаиле Селасије I (1892–1975)
- 1936: Волис Симпсон (1896–1986) (прва изабрана жена)
- 1937: Чанг Кај Шек (1887–1975) и Сонг Мејлинг (1898–2003) (први изабрани пар)
- 1938: Адолф Хитлер (1889–1945)
- 1939: Јосиф Стаљин (1879–1953)
- 1940: Винстон Черчил (1874–1965)
- 1941: Френклин Делано Рузвелт (1882–1945) (трећи пут)
- 1942: Јосиф Стаљин (1879–1953) (други пут)
- 1943: Џорџ Маршал (1880–1959)
- 1944: Двајт Д. Ајзенхауер (1890–1969)
- 1945: Хари Труман (1884–1972)
- 1946: James F. Byrnes (1879–1972)
- 1947: Џорџ Маршал (1880–1959) (други пут)
- 1948: Хари Труман (1884–1972) (други пут)
- 1949: Винстон Черчил (1874–1965) (други пут) ("особа „пола века“")
- 1950: Амерички војник (прва „апстрактна“ особа)
- 1951: Мохамед Мосадик (1882–1967)
- 1952: Елизабета II (1926−2022)
- 1953: Конрад Аденауер (1876–1967)
- 1954: Џон Дојл (1888–1959)
- 1955: Харлоу Картис (1893–1962)
- 1956: Мађарски побуњеник
- 1957: Никита Хрушчов (1894–1971)
- 1958: Шарл де Гол (1890–1970)
- 1959: Двајт Д. Ајзенхауер (1890–1969) (други пут)
- 1960: Амерички научници (Лајнус Полинг, Изидор Ајзак Раби, Едвард Телер, Џошуа Ледерберг, Доналд А. Глејзер, Вилард Френк Либи, Роберт Вудвард, Чарлс Драпер, Вилијам Шокли, Емилио Сегре, Џон Ендерс, Чарлс Хард Таунс, Џорџ Бидл, Џејмс ван Ален и Едвард Милс Персел)
- 1961: Џон Фицџералд Кенеди (1917–1963)
- 1962: Папа Јован XXIII (1881–1963)
- 1963: Мартин Лутер Кинг (1929–1968)
- 1964: Линдон Џонсон (1908–1973)
- 1965: Вилијам Вестмореланд (1914–2005)
- 1966: Беби-бум генерација
- 1967: Линдон Џонсон (1908–1973) (други пут)
- 1968: Астронаути; Френк Борман (1928−2023), Џим Лавел (р. 1928), Вилијам Андерс (р. 1933)
- 1969: Средњоамериканци
- 1970: Вили Брант (1913–1992)
- 1971: Ричард Никсон (1913–1994)
- 1972: Ричард Никсон (1913–1994) (други пут) и Хенри Кисинџер (1923−2023)
- 1973: Џон Сирика (1904–1992)
- 1974: Фајсал (1906–1975)
- 1975: Америчка жена (Бети Форд, Карла Хилс, Ела Грасо, Барбара Џордан, Сузи Шарп, Џил Конвеј, Били Џин Кинг, Сузан Браунмилер, Ади Л. Вајат, Кетлин Бајерли, Керол Сатон и Алисон Чик)
- 1976: Џими Картер (1924–2024)
- 1977: Анвар ел Садат (1918–1981)
- 1978: Денг Сјаопинг (1904–1997)
- 1979: Ајатолах Хомеини (1902–1989)
- 1980: Роналд Реган (1911–2004)
- 1981: Лех Валенса (р. 1943)
- 1982: ПЦ рачунар (прва машина)
- 1983: Роналд Реган (1911–2004) (други пут) и Јуриј Андропов (1914–1984)
- 1984: Питер Јуберот (р. 1937)
- 1985: Денг Сјаопинг (1904–1997) (други пут)
- 1986: Коразон Акино (1933−2009)
- 1987: Михаил Горбачов (1931−2022)
- 1988: Планета Земља ("Планета године")
- 1989: Михаил Горбачов (1931−2022) (особа деценије)
- 1990: Џорџ Х. В. Буш (1924−2018)
- 1991: Тед Тарнер (р. 1938)
- 1992: Бил Клинтон (р. 1946)
- 1993: Миротворци: Нелсон Мандела (р. 1918), Фредерик Виљем де Клерк (р. 1936), Јасер Арафат (1929–2004), и Јицак Рабин (1922–1995)
- 1994: Папа Јован Павле II (1920–2005)
- 1995: Њут Гингрич (р. 1943)
- 1996: Давид Хо (р. 1952)
- 1997: Енди Грув (1936−2016)
- 1998: Бил Клинтон (р. 1946) (други пут) и Кенет Стар (1946−2022)
- 1999: Џеф Безос (р. 1964)
- 2000: Џорџ В. Буш (р. 1946)
- 2001: Руди Ђулијани (р. 1944)
- 2002: Узбуњивачи: Cynthia Cooper of Worldcom (b. 1963), Sherron Watkins of Enron (b. 1959), и Coleen Rowley из FBI (бр. 1954)
- 2003: Амерички војник (други пут)
- 2004: Џорџ В. Буш (р. 1946) (други пут)
- 2005: Добри Самарићани: Боно (р. 1960), Бил Гејтс (р. 1955), и Мелинда Гејтс (р. 1964)
- 2006: Ви (индивидуални креатори садржаја на вебу)
- 2007: Владимир Путин (р. 1952)
- 2008: Барак Обама (р. 1961)
- 2009: Бен Бернанке (р. 1953)
- 2010: Марк Закерберг (р. 1984)
- 2011: Демонстрант
- 2012: Барак Обама (р. 1961) (други пут)
- 2013: Папа Фрања (р. 1936)
- 2014: Борци против еболе
- 2015: Ангела Меркел (р. 1954)
- 2016: Доналд Трамп (р. 1946)
- 2017: Разбијачи тишине − Особе које су се изјасниле против сексуалних злостављања и узнемиравања.
- 2018: Чувари − новинари који су се суочили са прогоном, хапшењем или убиством због свог извјештавања.
- 2019: Грета Тунберг
- 2020: Џо Бајден (р. 1942), и Камала Харис (р. 1964)[1]
- 2021: Илон Маск (р. 1971)
- 2022: Володимир Зеленски (р. 1978) и дух Украјине
- 2023: Тејлор Свифт (р. 1989)
- 2024: Доналд Трамп (р. 1946) (други пут)